# Marie-Jeanne Bernard
Marie-Jeanne Bernard (ur. 20 marca 1909 w mieście Luksemburg, zm. 21 lipca 1979 tamże) – luksemburska pływaczka, olimpijka.
Wystartowała na igrzyskach olimpijskich w Amsterdamie (1928) w wyścigu na 100 metrów stylem grzbietowym, w którym odpadła w eliminacjach (zajęła piąte miejsce w trzecim wyścigu eliminacyjnym).